# Oblast Samarkand
De oblast Samerkand (Russisch: Самаркандская область, Samarkandskaja oblast) was een oblast van het keizerrijk Rusland en bestond van 1887 tot 1918.  
De oblast ontstond tijdens de Russische verovering van Centraal-Azië uit het Emiraat Buchara en ging op in de Turkestaanse Autonome Socialistische Sovjetrepubliek . De hoofdstad van de oblast was Samarkand.
De oblast grensde aan de Russische oblasten Syr Darja en de Fergana en het nog niet door de Russen ingenomen deel van het emiraat Buchara. De hoofdstad was Samarkand. Op 30 april 1918 werd de oblast Samarkand onderdeel van de Turkestaanse Autonome Socialistische Sovjetrepubliek. Ruim zes jaar later, op 27 oktober 1924, werd de regio onderdeel van de Oezbeekse Socialistische Sovjetrepubliek.